# Siska Xénia
Siska Xénia (Budapest, 1957. november 13. –) fedett pályás világjátékokon győztes magyar gátfutó, olimpikon. 60 méter gáton futott 8,00 másodperces országos csúcsa a mai napig él, mint ahogy 50 méter gáton is ő az országos rekorder, valamint rekord a 4×100 méteres váltó tagjaként futott ideje.

## Sportpályafutása
Siska Xénia Budapesten született, első jelentősebb eredménye az 1975-ös junior-Európa-bajnokságon szerzett bronzérem volt 100 méteres gátfutásban. Ekkoriban a Vasas versenyzője volt. 1978-ban megnyerte az első felnőtt magyar bajnoki címét 60 méteres gátfutásban, majd 100 méteres síkfutásban is első lett.
Első nemzetközi felnőtt versenye az 1978-as atlétikai Európa-bajnokság volt, ahol az elődöntős futamból nem jutott tovább. Ideje 13,36 másodperc volt. Az 1979-es fedett pályás atlétikai Európa-bajnokságon 60 méter gáton a 9. helyen végzett. 1980-ban részt vett a moszkvai olimpián, de nem jutott be a döntőbe, miután az elődöntőt követően kizárták.
Az 1981-es fedett pályás atlétikai Európa-bajnokságon először sikerült döntőbe jutnia nemzetközi világversenyen, majd itt hatodik lett 50 méter gáton 7,02 másodperces idővel. 1983-ban új országos csúcsot állított fel 13.20 másodperces idejével, ezzel újabb bajnoki címet szerzett. A helsinkiben rendezett 1983-as atlétikai világbajnokságon 16. lett, nem jutott be a döntőbe. Az 1984-es olimpián a szocialista országok bojkottja miatt nem vehetett részt.
Pályafutásának legnagyobb eredménye az 1985-ös fedett pályás atlétikai játékokon 60 méteres gátfutásban szerzett aranyérem volt. Ennek a rendezvénynek lett az utódja a fedett pályás világbajnokság, amelynek történetében Márton Anita 2018-as győzelméig Siska eredménye volt a legjobb magyar teljesítmény.
1986-ban a 12,76 másodperces, a mai napig fennálló rekordot állított fel 100 méteres gátfutásban. Az 1986-os atlétikai Európa-bajnokságon a 10. helyen végzett.
1987-ben Budapesten 12,77 másodperces idejével a világranglista élére állt, pályafutása során utoljára. 1988-ban megnyerte nyolcadik, egyben utolsó magyar bajnoki címét.

## Egyéni legjobbjai
- 100 méter gát – 12,76 mp (1984)
- 60 méter gát – 8,00 mp (1985)
- 50 méter gát – 6,89 mp (1981)
- 4×100 méteres váltó – 44,34 mp (1982)

## Országos bajnoki címei
- 100 méter gát: 1978, 1980, 1981, 1982, 1983, 1984, 1986, 1988[7]
- 100 méter síkfutás: 1984[7]
- 60 méter gát: 1978, 1979, 1980, 1981, 1982[6]

## Nemzetközi eredményei
| 1975                 | Junior Európa-bajnokság                          | Athén, Görögország      | 3.  | 100 m gát | 14,07 |
| 1978                 | 1978-as atlétikai Európa-bajnokság               | Prága, Csehszlovákia    | 10. | 100 m gát | 13,36 |
| 1979                 | 1979-es fedett pályás atlétikai Európa-bajnokság | Bécs, Ausztria          | 9.  | 60 m gát  | 8,37  |
| 1980                 | Olimpia                                          | Moszkva, Szovjetunió    | DNF | 100 m gát | 13,23 |
| 1981                 | 1981-es fedett pályás atlétikai Európa-bajnokság | Grenoble, Franciaország | 6.  | 50 m gát  | 7,02  |
| 1982                 | 1982-es fedett pályás atlétikai Európa-bajnokság | Milánó, Olaszország     | 11. | 60 m gát  | 8,18  |
| 1983                 | 1983-as atlétikai világbajnokság                 | Helsinki, Finnország    | 16. | 100 m gát | 13,68 |
| 1984                 | Barátságpróba                                    | Prága, Csehszlovákia    | 8.  | 100 m gát | 13,06 |
| 1985                 | 1985-ös fedett pályás atlétikai játékok          | Párizs, Franciaország   | 1.  | 60 m gát  | 8,03  |
| 1986                 | 1986-os atlétikai Európa-bajnokság               | Stuttgart, NSZK         | 10. | 100 m gát | 12,90 |
| DNF = nem ért célba. |                                                  |                         |     |           |       |